# Ардуа
Ардуа́ (фр. и окс. Ardoix) — коммуна во Франции, находится в регионе Рона — Альпы. Департамент коммуны — Ардеш. Входит в состав кантона Сатийё. Округ коммуны — Турнон-сюр-Рон.
Код INSEE коммуны — 07013.

## Население
Население коммуны на 2008 год составляло 1017 человек.
| 1962 | 1968 | 1975 | 1982 | 1990 | 1999 | 2008 |
| ---- | ---- | ---- | ---- | ---- | ---- | ---- |
| 512  | 546  | 594  | 638  | 696  | 779  | 1017 |

## Экономика
В 2007 году среди 626 человек в трудоспособном возрасте (15—64 лет) 466 были экономически активными, 160 — неактивными (показатель активности — 74,4 %, в 1999 году было 70,8 %). Из 466 активных работали 429 человек (245 мужчин и 184 женщины), безработных было 37 (17 мужчин и 20 женщин). Среди 160 неактивных 60 человек были учениками или студентами, 53 — пенсионерами, 47 были неактивными по другим причинам.

## Достопримечательности
- Руины башни Орьоль
- Замок Маноа
- Замок Мюна
- Ораторий Нотр-Дам-де-Корм

## Фотогалерея
- Ардуа
- Карта коммуны